# Геологія Зімбабве

## Геологічна будова Зімбабве
Зімбабве розташована в південній частині Африканської платформи. Більшу частину території країни займає кристалічний масив Зімбабве, у складі якого виділяється граніто-гнейсове ядро (кратон), обрамоване субширотними складчастими поясами: Лімпопо на півдні і Замбезі на півночі. Ядро складене катархейськими (3,7—3,8 млрд років) граніто-гнейсами тоналітового складу, вище яких залягають складчасті осадово-вулканогенні комплекси зеленокам'яних поясів катархею (система Себаквай, вік понад 3,5 млрд років), нижнього і верхнього архею (система Булавайо, 2,7—2,9 млрд років), прорвані архейськими тоналітами, гранітами та основними інтрузіями.
Зеленокам'яні пояси містять родовища руд заліза, хрому, золота, кобальту, міді, нікелю, азбесту, магнезиту, мармуру. У розрізі зеленокам'яних поясів переважають вулканічні породи основного та ультраосновного складу. З пегматитами Бікіта (понад 2,7 млрд років) пов'язана комплексна рідкіснометалічна мінералізація. Розріз архею в центральній частині 3імбабве завершує система Шамва моласоїдного характеру (аркози, грауваки, конгломерати з горизонтами кременисто-гематитових сланців, вапняків і вулканітів кислого складу), яка прорвана рідкіснометалічними пегматитами (2665—2700 млн років) та інтрузіями гранітів, діоритів, монцонітів і сієнітів (2540—2660 млн років).
Із системою Шамва пов'язані родовища руд золота. Частина зеленокам'яних поясів переходить у крайові частини поясів Лімпопо і Замбезі. Основа поясу Лімпопо представлена катархейськими гнейсами діоритового і ґранодіоритового складу, прорваними дайками і перекритими в центральній частині парагнейсами і метавулканітами лужного і кислого складу, інтрудовані численними масивами анортозитів, гранітоїдів і чарнокітів.
Для поясу Лімпопо відмічаються два періоди метаморфізму ґранулітової фації. Пояс Замбезі має схожу будову з поясом Лімпопо. З парагнейсами катархею і нижнього архею в обох поясах пов'язані родовища залізних руд, мармуру, магнезиту, кіаніту, мусковіту, графіту.
Масив Зімбабве розітнений Великою Дайкою (родовища руд хрому, нікелю, платини, азбесту). Велика Дайка (560 × 7—12 км) супроводжується сателітами меншої потужності і приурочена до пізньоархейської зони розсуву. Дайка простежується в межах поясів Замбезі і Лімпопо, де вона деформована пізнішими зсувами.
До карбонатно-теригенних товщ нижнбого протерозою (осадовий чохол) приурочені стратиформні родовища мідних руд. Ранньопротерозойський (1750 млн років) вік мають також розвинені на сході країни великі дайки і сілли долеритів. Верхній протерозой представлений локально розвиненою на північному заході країни теригенною червоноколірною серією Сіджаріра, а також розвиненими переважно вздовж поясів Замбезі і Лімпопо полями пегматитів (1100 млн років). З ними пов'язані родовища мусковіту, руд літію, берилію, олова, рідкісних металів. Система Карру, представлена тилітами і стрічковими глинами верхнього карбону, вугленосними й червоноколірними континентальними відкладами пермі та тріасу, юрськими базальтами. Вона заповнює рифтогенні ґрабени Лімпопо і Замбезі. З відкладами Карру пов'язані родовища кам'яного вугілля, вогнетривких глин, бариту. На крайньому північному сході країни є крейдові відклади Мозамбіцької западини. До крейдової доби належать також кільцеві лужні і лужно-карбонатитові інтрузії, що містять родовища залізних руд і апатиту (північ і схід країни). На заході кристалічного масиву відомі кімберлітові трубки періоду крейди. На заході країни кристалічний фундамент і ґрабени Карру перекриті малопотужними кайнозойськими континентальними відкладами системи Калахарі, що виповнює однойменну синеклізу. З неоген-четвертинними латеритними корами вивітрювання пов'язані невеликі родовища руд нікелю, бокситів, каолінових глин, елювіальні родовища руд хрому, а з четвертинним алювієм — розсипи золота, каситериту, тантало-ніобатів.